# L'Épreuve (téléfilm, 1982)
Pour les articles homonymes, voir L'Épreuve.
Pour plus de détails, voir Fiche technique et Distribution.
L'Épreuve est un téléfilm français réalisé par Claude Santelli, diffusé le 14 avril 1982. Le téléfilm est l’adaptation de la comédie de Marivaux L'Épreuve.

## Synopsis
Lucidor, un jeune homme séduisant, fils de riches marchands, vient d'acheter un château à la campagne. Dès son arrivée, il tombe malade. La gardienne Mme Argante et sa fille Angélique, le soignent. La jeune fille se montre si attentionnée et si troublée que Lucidor comprend qu'elle est éprise de lui. Il décide alors de la mettre à l'épreuve, partageant les mêmes sentiments qu'elle. Mais à la fin de la comédie, Lucidor jette le masque, laisse parler son cœur et supplie Angélique de devenir sa femme.

## Fiche technique
- Réalisateur : Claude Santelli
- Producteur : TF1
- Scénariste : Marivaux
- Costumes : Gisèle Tanalias et Françoise Poulain
- Décors : Janine Barthe
- Photographie : Henri Martin
- Musique : Jean-Marie Senia

## Distribution
- André Dussollier : Lucidor
- Magali Renoir : Angélique
- Jean-Luc Moreau : Frontin
- Virginie Pradal : Lisette
- Jacques Villeret : Blaise
- Tsilla Chelton : Mme Argante

## Récompense
Prix Albert Olivier 1982